# Sōma Ishigamori
Sōma Ishigamori (japanisch 石ヶ森 荘真 Ishigamori Sōma; * 1. Juli 2001 in Hachinohe) ist ein ehemaliger japanischer Fußballspieler.

## Karriere
Ishigamori erlernte das Fußballspielen in der Jugendmannschaft von Vanraure Hachinohe. Bereits als Jugendspieler kam er einmal in der dritten Liga zum Einsatz. Bei Vanraure unterschrieb er 2020 auch seinen ersten Profivertrag. Der Verein aus Hachinohe, einer Hafenstadt in der Präfektur Aomori im Nordosten von Honshū, spielte in der dritten japanischen Liga, der J3 League. Für Hachinohe absolvierte er drei Drittligaspiele.
Am 1. Februar 2021 beendete er seine Karriere als Fußballspieler.